# Гур'євськ (Калінінградська область)
Гур'євськ (рос. Гурьевск) — місто в Російській Федерації, у Калінінградській області, Гур'євському міському окрузі. Входить до складу Гур'євського міського поселення. Населення — 14 195 осіб (2015 рік). До 1945 року було німецьким прусським містом Нойга́узен (нім. Neuhausen). Відоме під цією назвою з 1262 року. Виникло на базі тевтонського Нойгаузенського замку. Входило до складу держави Тевтонського ордену (1262—1525), Прусського герцогства (1525—1701) і королівства (1701—1871). У 1871—1918 роках адміністративно належало до Східнопрусської провінції Німецької імперії. У часи Веймарської республіки (1918—1933) та Нацистської Німеччини (1933—1945) так само належало до східнопрусських міст. Під час Другої Світової війни окуповане радянськими військами в ході Східно-Прусської операції (28 січня 1945).  За рішенням Потсдамської конференції приєднане до СРСР (РСФСР) разом із більшою частиною Східної Пруссії. 1946 року перейменоване на Гур'євськ на честь російського генерал-майора Степана Гур'єва, убитого німецькими захисниками Піллау в ході Східно-Прусської операції. Після розвалу СРСР (1991) перебуває у складі Російської федерації. За радянсько-російського панування зазнало сильної русифікації.

## Галерея

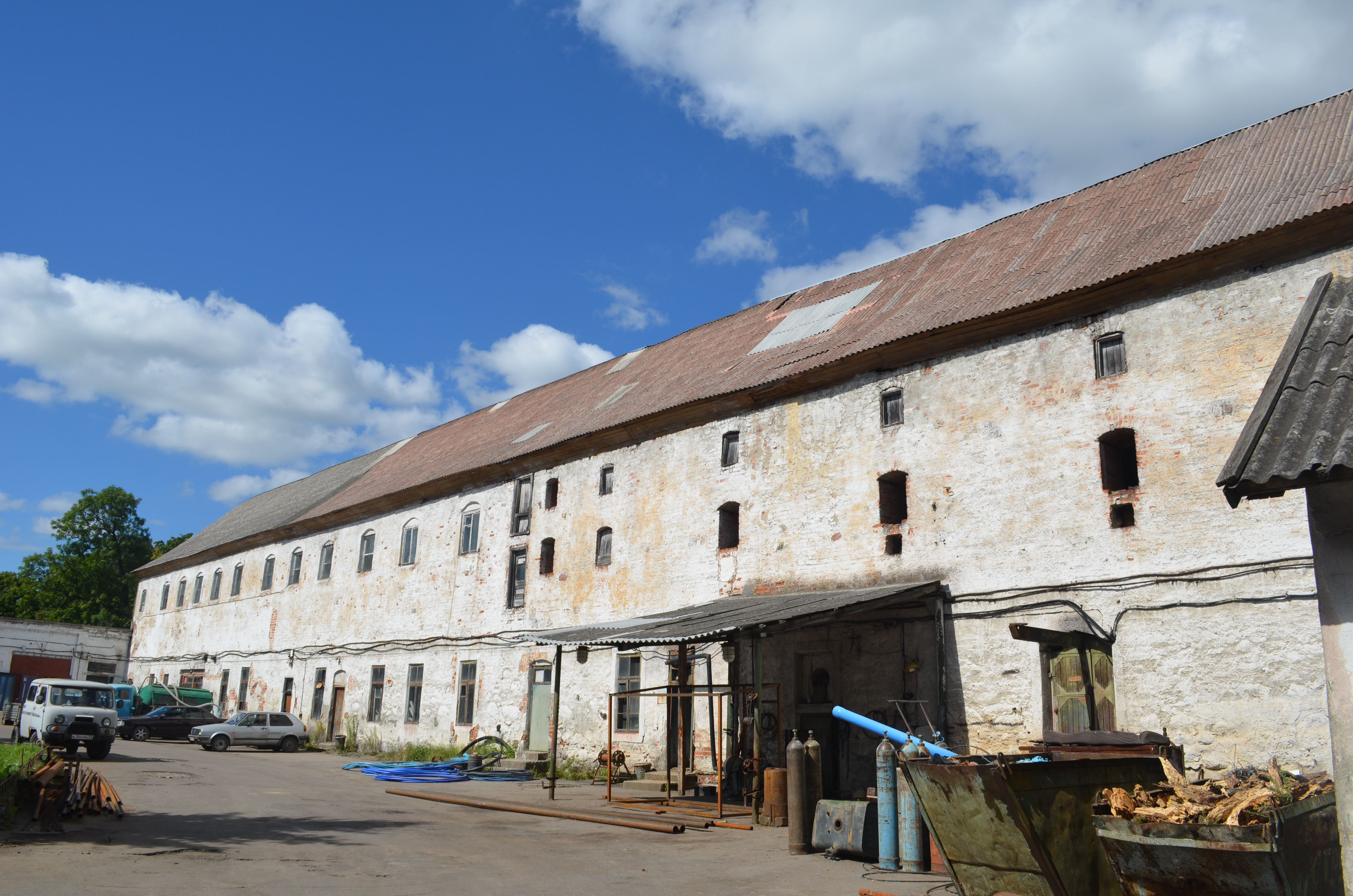
Руїни Нойгаузенського замку, перетвореного на базу механізації
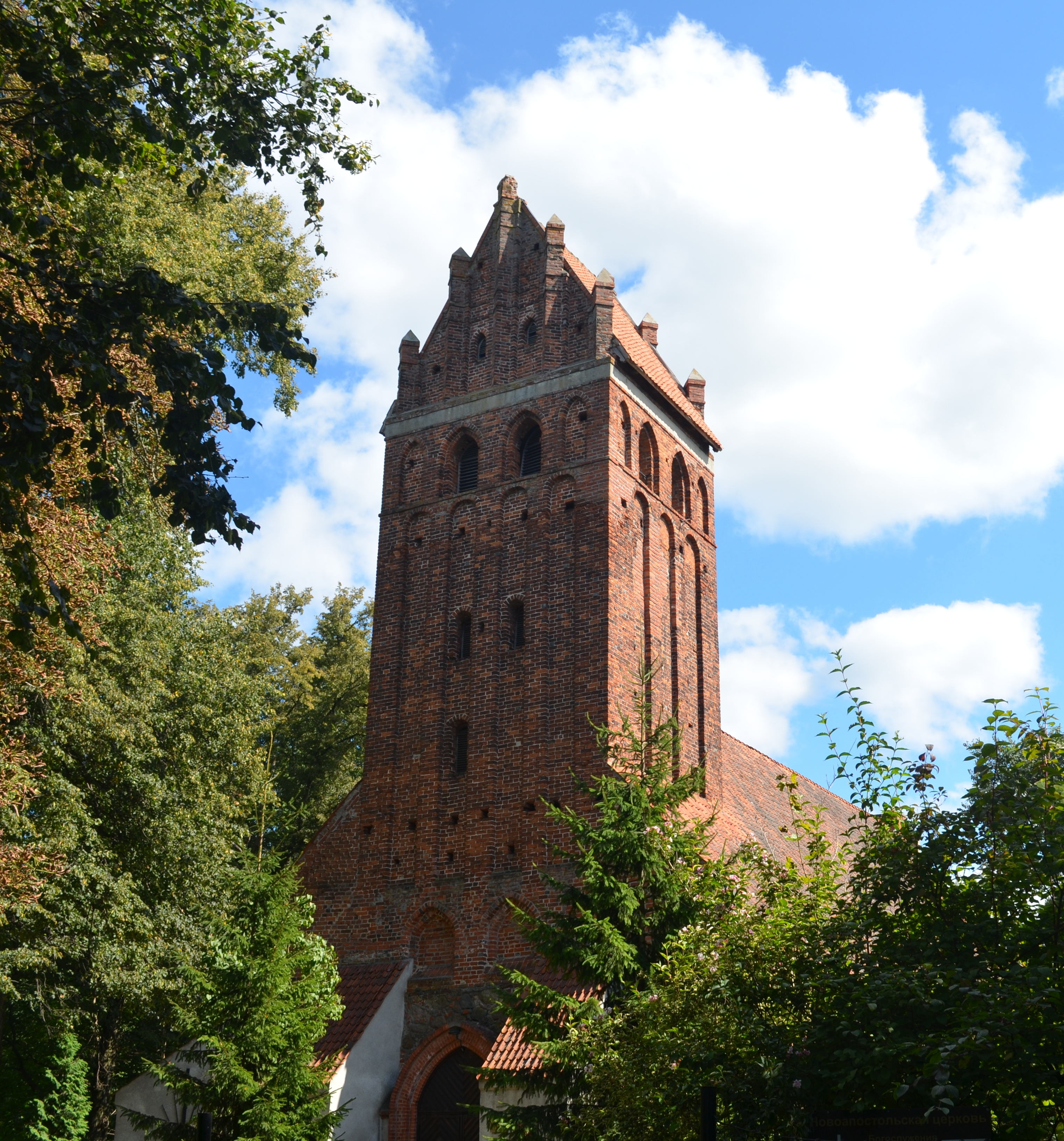
Нойгаузенська лютеранська церква, перетворена на московську
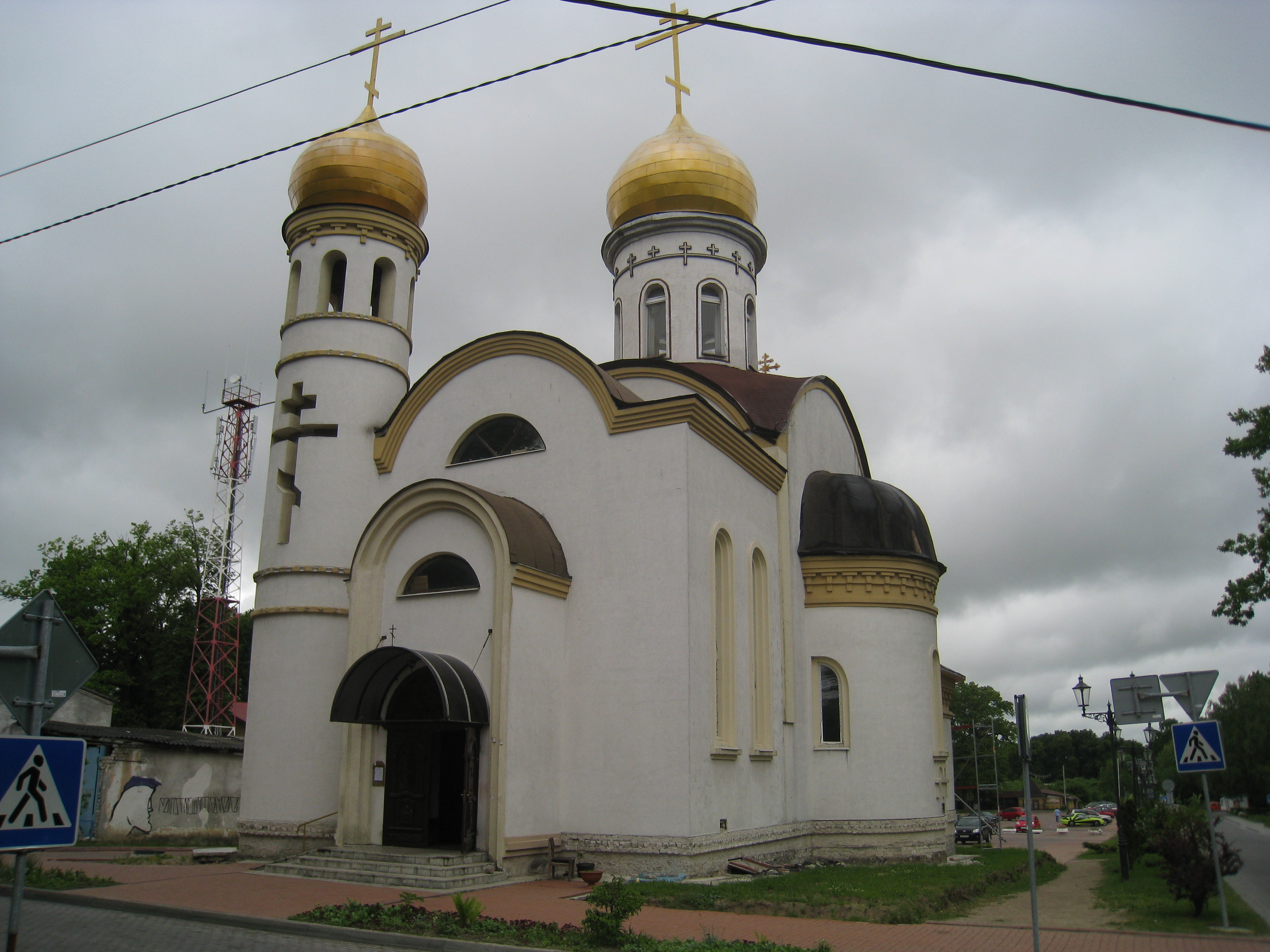
Московська Вознесенська церква
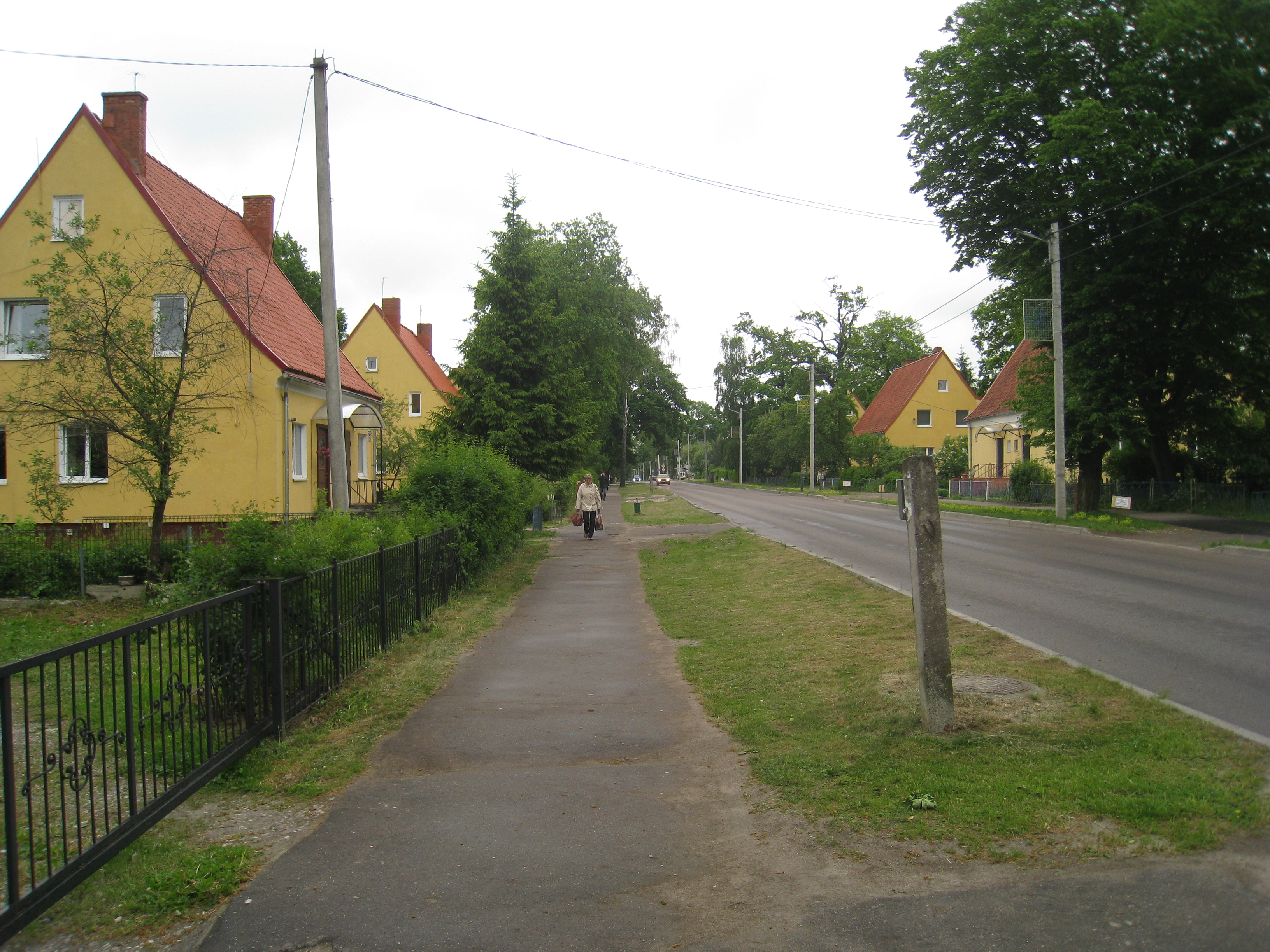
Вулиця Леніна
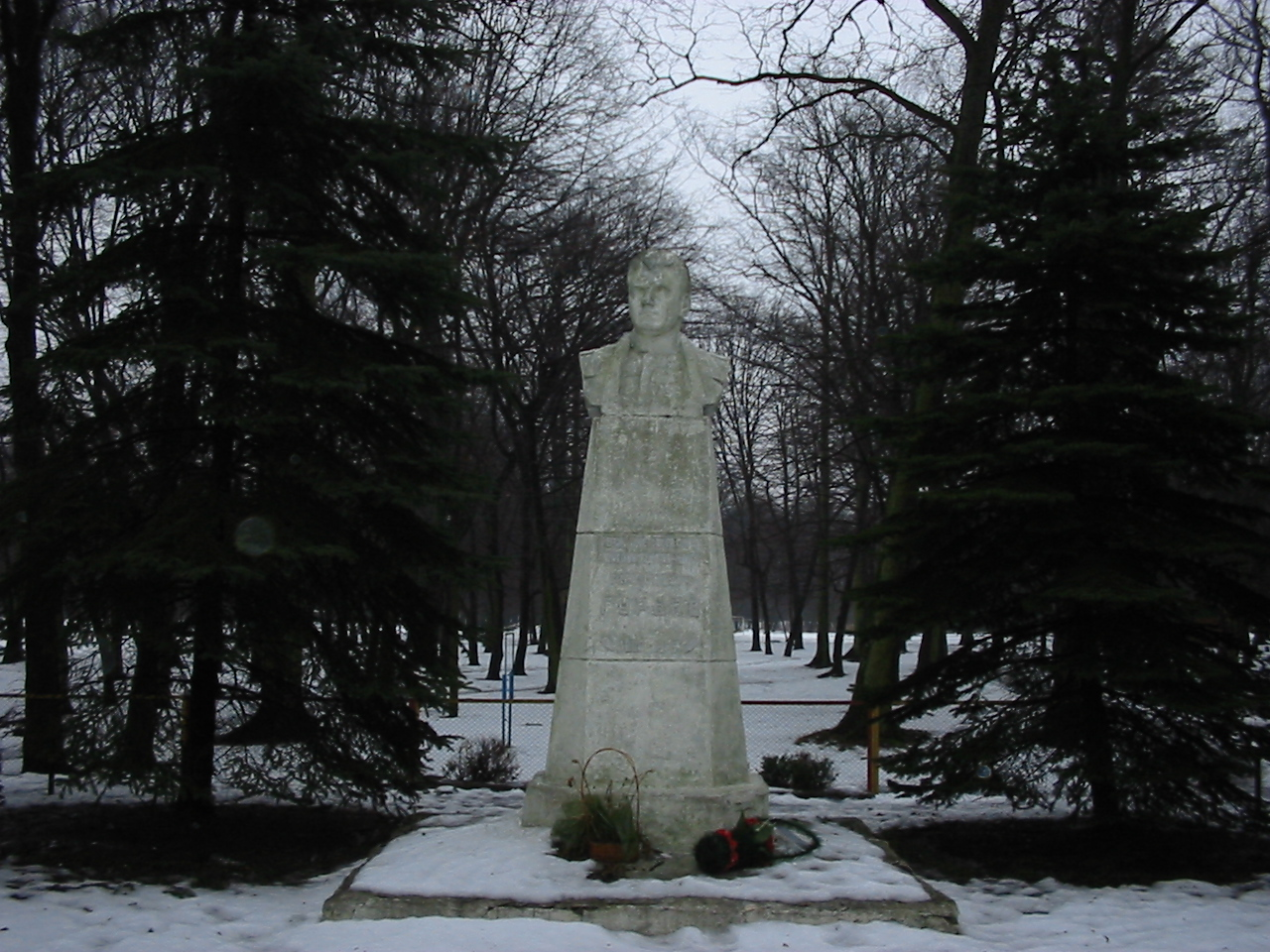
Пам'ятник Гур'єву